# Törpe lápiposzáta
A törpe lápiposzáta (Poodytes gramineus) a verébalakúak (Passeriformes) rendjébe, ezen belül a tücsökmadárfélék (Locustellidae) családjába és a Poodytes nembe tartozó faj. 14-16 centiméter hosszú. Új-Guinea és Ausztrália bozótos mocsaras területein él. Apró gerinctelenekkel táplálkozik. Többnyire augusztustól januárig költ.

## Alfajok
- P. g. papuensis (Junge, 1952) – nyugat-Új-Guinea;
- P. g. thomasi (Mathews, 1912) – délnyugat-Ausztrália;
- P. g. goulburni (Mathews, 1912) – kelet-Ausztráliától dél-Ausztráliáig;
- P. g. gramineus (Gould, 1845) – délkelet-Ausztrália.

## Fordítás
- Ez a szócikk részben vagy egészben  a   Little grassbird című angol Wikipédia-szócikk fordításán alapul.  Az eredeti cikk szerkesztőit annak laptörténete sorolja fel. Ez a jelzés csupán a megfogalmazás eredetét és a szerzői jogokat jelzi, nem szolgál a cikkben szereplő információk forrásmegjelöléseként.